# Молодой Киапо
«Молодой Киапо» (таг. Batang Quiapo) — филиппинский комедийный драматический сериал, транслируемый каналом «Kapamilya Channel». Режиссёры Малу Севилья, Дарнел Вильяфлор и Коко Мартин, в сериале Мартин играет главного героя. Он основан на одноимённом комедийном боевике 1986 года с Фернандо По-младшим и Мариселем Сориано в главных ролях.. Премьера сериала состоялась 13 февраля 2023 года, заменив «Дарна».

## Сюжет
Молодой человек становится одним из самых больших преступников в районе, пока он прокладывает свой жизненный путь, чтобы выжить в Кьяпо. В надежде заслужить расположение родителей своим подвигом он приближается к истине о своей личности.

## В ролях
- Коко Мартин — Хесус Назарено «Танггол» А. Димагиба / Хесус Назарено «Танггол» А. Монтенегро
- Лови По — Моника «Моканг» Димакуланган
- Чаро Сантос Консио — Матильда «Тинденг» Асунсьон
- Прешес Лара Куигаман — молодой Тинденг
- Чери Пай Пикаче — Мария Тереза «Маритес» Асунсьон-Димагиба
- Майлз Окампо — молодые Маритес
- Кристофер де Леон — Рамон Монтенегро
- Коко Мартин — молодой Рамон
- Лито Лапид — Примо «Супремо» Медина
- Джон Эстрада — Ригор Димагиба
- Эджай Фалькон — молодой Ригор
- Лорна Толентино — Аманда Салонга
- Томми Абуэль — Дон Хулио Монтенегро
- Рауль Монтеса — молодой Дон Хулио
- Ирма Адлаван — Ольга Монтенегро
- Райза Сенон — юная Ольга
- Аркей Багатсинг — Грегорио «Грег» Монтенегро†
- Хулио Диас — Август В. Пачеко

### Комментарии
1. ↑  Сериал также выходит на телеканалах Cine Mo! и TFC, ичерез соглашение о времени блокирования с TV5 и A2Z. Также выходит на iWantTFC.